# Acidostoma hancocki
Acidostoma hancocki är en kräftdjursart som beskrevs av Hurley 1963. Acidostoma hancocki ingår i släktet Acidostoma och familjen Lysianassidae. Inga underarter finns listade i Catalogue of Life.